# Cuatro estaciones en La Habana
Cuatro estaciones en La Habanaés una minisèrie televisiva de ficció detectivesca ambientada en l'Havana dels anys noranta. La sèrie, que porta una temporada, és una adaptació de quatre novel·les policíaques de l'escriptor Leonardo Padura, qui a més és l'autor del guió juntament amb la seva esposa, l'escriptora i guionista Lucía López Coll.
La minisèrie va ser estrenada en Netflix al desembre de 2016. Cada capítol pren una de les històries dels llibres de Padura Pasado perfecto, Vientos de cuaresma, Máscaras i Paisaje de otoño, protagonitzades pel detectiu Mario Conde.
La primera entrega, Vientos de cuaresma, es va estrenar poc abans com un llargmetratge de 110 minuts sota el títol Vientos de La Habana.

## Argument
El tinent Mario Conde (Jorge Perugorría) és un policia nostàlgic amb una vida caòtica, un home amb molts problemes però amb valors ètics molt forts i apassionat per la literatura que manté una batalla ètica contra la corrupció, la doble moral i l'oportunisme.
Conde busca els malfactors de forma poc ortodoxa en una ciutat infectada per xarxes mafioses i tràfic de drogues durant el període especial cubà. La sèrie és un testimoniatge del que va ser la vida cubana durant aquesta època i un retrat generacional.

## Repartiment
- Jorge Perugorría - Mario Conde
- Carlos Enrique Almirante - Palacios
- Luis Alberto García - Carlos El Flaco
- Mario Guerra - Candito El Rojo
- Enrique Molina - Antonio Rangel
- Jorge Martínez - Andrés
- Alexis Díaz - Conejoj
- Vladimir Cruz - Fabricio
- Néstor Jiménez - Forense
- Ernesto del Cañal - Crespo
- Saul Rojas - Greco
- Yudith Castillo - Vilma
- Laura Ramos - Tamara
- Aurora Basnuevo - Josefina
- Hector Pérez - Miki Cara de Jeba
- Yessica Borroto - Cuqui
- Felix Beatón - Capt. Cicerón
- Pilar Mayo - Maruchi
- Ylsi Pérez - Secretaria de Rangel

## Premis
L'any 2017 va obtenir el guardó als Premis Platino com a Millor Telesèrie Iberoamericana.